# فلورانثين
فلورانثين (أو فلورانتين) هو هيدروكربون عطري متعدد الحلقات له الصيغة الكيميائية C16H10، ويكون على شكل بلورات إبرية صفراء إلى خضراء اللون.
يمكن اعتبار مركب فلورانثين بنيوياً على أنه اندماج بين حلقة بنزين وحلقة نفثالين عبر حلقة خماسية.

## الوفرة الطبيعية
يوجد الفلورانثين طبييعاً في قطران الفحم ويمكن استحصاله منه بنسبة ضئيلة.

## الخواص

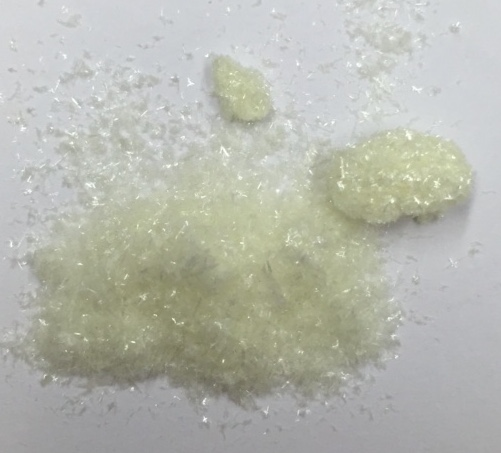
عينة من الفلورانثين

يوجد المركب على شكل بلورات إبرية صفراء إلى خضراء اللون/ ولا ينحل المركب عملياً في الماء؛ ولكنه يذوب في المذيبات العضوية اللاقطبية.
يبدي المركب عند التعرض للأشعة فوق البنفسجية خاصة الفلورية؛ ومن ذلك اشتق اسم المركب.

## الاستخدامات
يستخدم الفلورانثين كمركب وسطي في إنتاج العقاقير والمستحصرات الصيدلانية.

## الآثار البيئية والصحية
يعد مركب فلورانثين من الملوثات، وهو مصنف ضمن 16 من ملوثات PAH الرئيسية ممن قبل وكالة حماية البيئة الأمريكية، كما أن له تأثيرات ضارة على الصحة رغم عدم تصنيفه على أنه مسرطن للبشر حسب الوكالة الدولية لأبحاث السرطان (المجموعة 3).